# Le Dépècement du porc
Le Dépècement du porc est un tableau du peintre néerlandais du siècle d'or, Isaac van Ostade, peint en 1645. Il s'agit d'une huile sur bois conservée au palais des Beaux-Arts de Lille depuis 1873.

## Description de l'œuvre
La scène se situe à l'intérieur d'une étable. Elle est plutôt sombre, la seule source de lumière est une petite fenêtre sur la gauche, qui laisse apparaître un étroit coin de ciel. Au centre, une famille, composée des deux parents qui s'affairent autour d'un tonneau et de quatre enfants qui jouent à leurs côtés. Et, au premier plan, au plus près de la fenêtre, l'élément principal du tableau, le porc, le ventre ouvert et les organes retirés, est accroché à une échelle par les pattes arrière. On ne voit pas ce que font les parents, cependant on voit que l'un des enfants est en train de souffler dans quelque chose. Il souffle dans la vessie de l'animal mort qu'il gonfle comme un ballon.
Le tableau est entré dans les collections du palais des Beaux-Arts de Lille en 1873 avec le legs important effectué par Alexandre Leleux.

## Analyse
Les animaux éviscérés sont un thème classique des tableaux du XVIIe siècle dans les Provinces-Unies, traité notamment par Rembrandt parmi quantité de grands et petits maîtres. Van Ostade en propose toutefois un traitement particulier. Par ses teintes chaudes et son aspect chaleureux, le tableau fait presque oublier l'horreur de la scène. Le fait que les enfants jouent entre eux pendant que les parents travaillent apporte une quiétude ordinaire à la scène à laquelle nous assistons. Alors même que le tableau attire le regard sur la carcasse, éclairée par la lumière qui pénètre par la fenêtre. Mais ce n'est qu'en y regardant de plus près que le spectateur comprend que les enfants s'amusent avec un viscère de l'animal. Or, c'est en fait le point central du tableau qui, s'il représente un usage de l'époque qui consistait à donner aux enfants la vessie du porc pour qu'ils la gonflent et s'amusent avec, illustre aussi une maxime populaire d'alors qui dit : « le monde que l’on aperçoit est une outre pleine de vent et rien d’autre ». Il ne s'agit donc pas simplement d'une scène de genre illustrant un évènement courant de la vie à la campagne, mais bien d'une vanité, invitation à la réflexion sur la fragilité de la vie, le sort du porc préfigurant le devenir de toute vie sur terre.

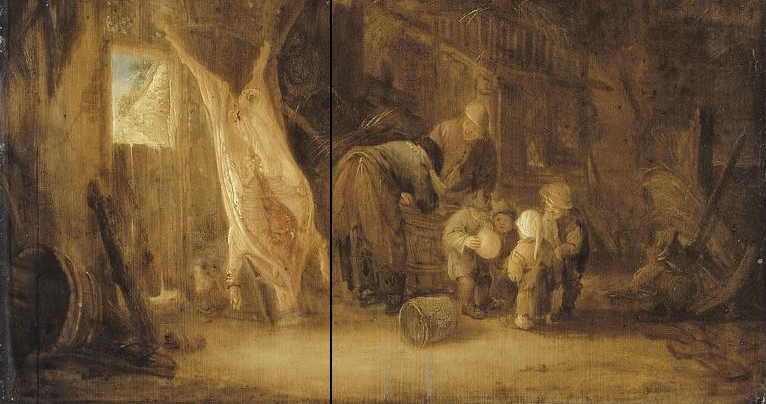
Séparation entre le porc et la famille.
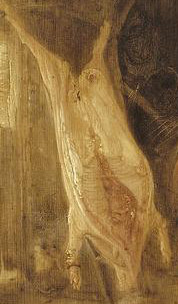
Gros plan sur le porc dépecé.
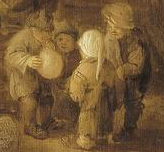
Gros plan sur les enfants jouant avec la vessie.